# Югославская философия

Флаг Социалистическая Федеративной Республики Югославия, который стал популярным символом у югославистов после её распада. Впервые подобная расцветка на территории Югославии была введена хорватским баном XIX века Йосипом Елачичем

Югославская философия — локальная европейская философская традиция, сформировавшаяся в исторической Югославии.

## Предыстория
Корни югославской мысли восходят к интеллектуальным традициям славянских народов, которые вначале испытали византийское влияние, а затем долгое время находились под влиянием австрийской философии, что повлияло на особенности югославского марксизма (через австромарксизм).

## Югославизм
Австро-византийский дуализм отразился на противоборстве католического (хорватского) и православного (сербского) начала, который временно был преодолен на волне национального пробуждения XIX века и редукции национальности к языковой общности (сербохорватский язык).
«Югославизм» (сербохорв. Jugoslavenstvo) стал локальной версией панславизма, согласно которому различные славянские народы трактовались как «одна нация» (сербохорв. jedna nacija).
В югославской философии ведущая роль принадлежала хорватскому компоненту. Загребский университет (сербохорв. Sveučilište) был основан еще в 1669 году, а до него с 1396 года существовал Задарский университет. В обоих учебных заведениях были предусмотрены философские факультеты. Одними из первых философов на территории Югославии стали хорваты Матия Влашич (XVI в.), Юрий Крижанич (XVII в.) и Руджер Бошкович (XVIII в.).

## Титоизм
В дальнейшем хорватский компонент проявился в идеологии титоизма (сербохорв. Titoizam), который представлял собой смягченную форму социализма c элементами рабочего управления (сербохорв. samoupravljanje), демократического и рыночного социализма. При всех своих «ревизионистских» (с т.з. СССР) элементах титоизм подразумевал однопартийность, национализацию промышленности, коллективизацию сельского хозяйства, а также культ личности председателя (сербохорв. predsednik) и маршала Тито. После смерти Тито был построен мавзолей Дом цветов (сербохорв. Kuća cveća).

## Школа праксиса
В середине XX века в Югославии получает распространение философская периодика: «Dialectica» (1947), «Praxis» (с 1965), «Filozofska knjiznica» (1950-53), «Filozofska hrestomatija» (c 1955). Вершиной развития югославской философии стала Школа праксиса (Петрович, Филипович), где производительная деятельность человека была воспринята как творчество, а марксизм получал экзистенциалистское толкование. Югославский марксизм развивался в полемике с советским марксизмом. Отвергались принципы догматизма, материализма, партийности, позитивизма и ленинская теория отражения («нельзя отражать будущее»). Акцент делался на практике как на выражении внутренней активности и свободы.
Помимо марксизма внимание югославских философов привлекал Мартин Хайдеггер (Шутлич)